# Ognen
Ognen (bułg. Огнен) – wieś w Bułgarii, w obwodzie Burgas, w gminie Karnobat. W 2023 roku liczyła 154 mieszkańców.